# Kłobuczka pospolita
Kłobuczka pospolita (Torilis japonica (Houtt.) DC.) – gatunek rośliny jednorocznej z rodziny selerowatych.

## Rozmieszczenie geograficzne
Występuje niemal w całej Europie od Portugalii po Ural z wyjątkiem dalekiej północy i części wysp na Morzu Śródziemnym, w Azji rośnie w Kaukazie, Azji Mniejszej, Iranie i dalej na wschód poprzez Afganistan, Pakistan i Himalaje po wschodnie Chiny, Mjanmę, Wietnam, Półwysep Koreański, Japonię po Kraj Nadmorski. Występowanie w Afryce (w Maroku) jest kwestionowane. Jako gatunek introdukowany występuje też w Europie Północnej (Finlandia), w Ameryce Północnej (Kanada, Stany Zjednoczone, Haiti) oraz w południowo-wschodniej Azji (Jawa i Sumatra). 
W Polsce występuje pospolicie na całym niżu i w niższych partiach gór. W górach sięga po regiel dolny.

## Morfologia

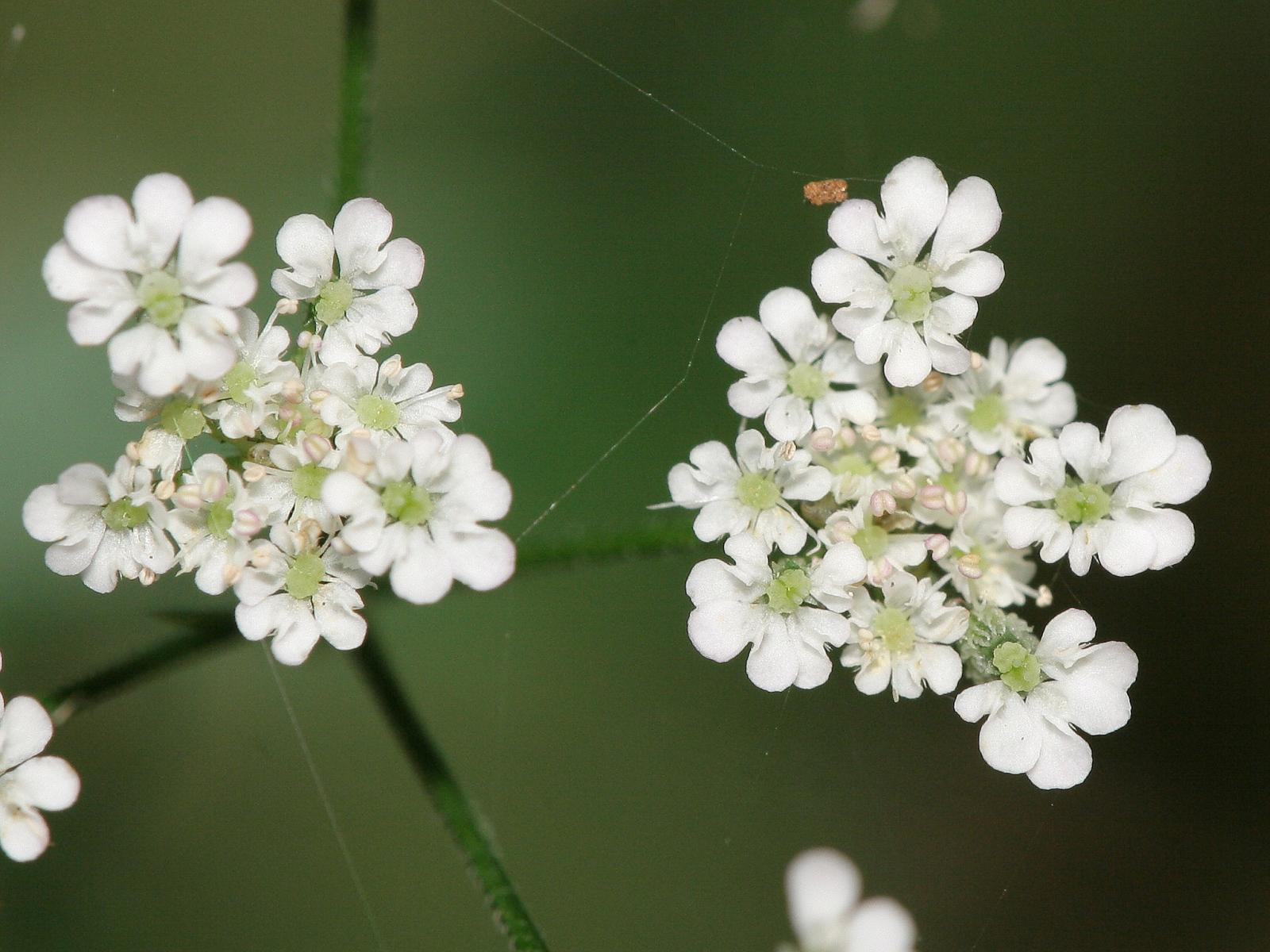
Kwiaty

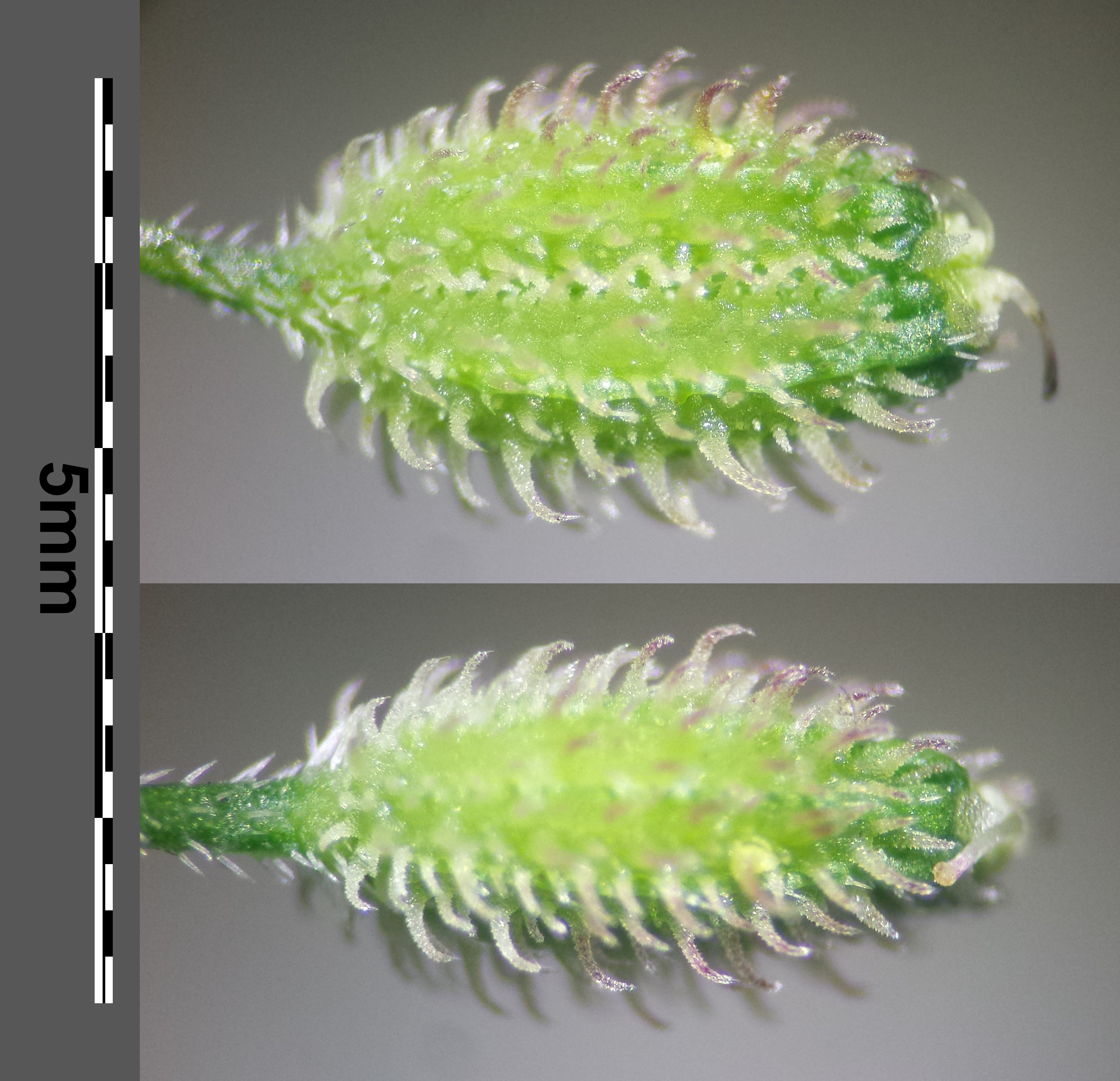
Owoc

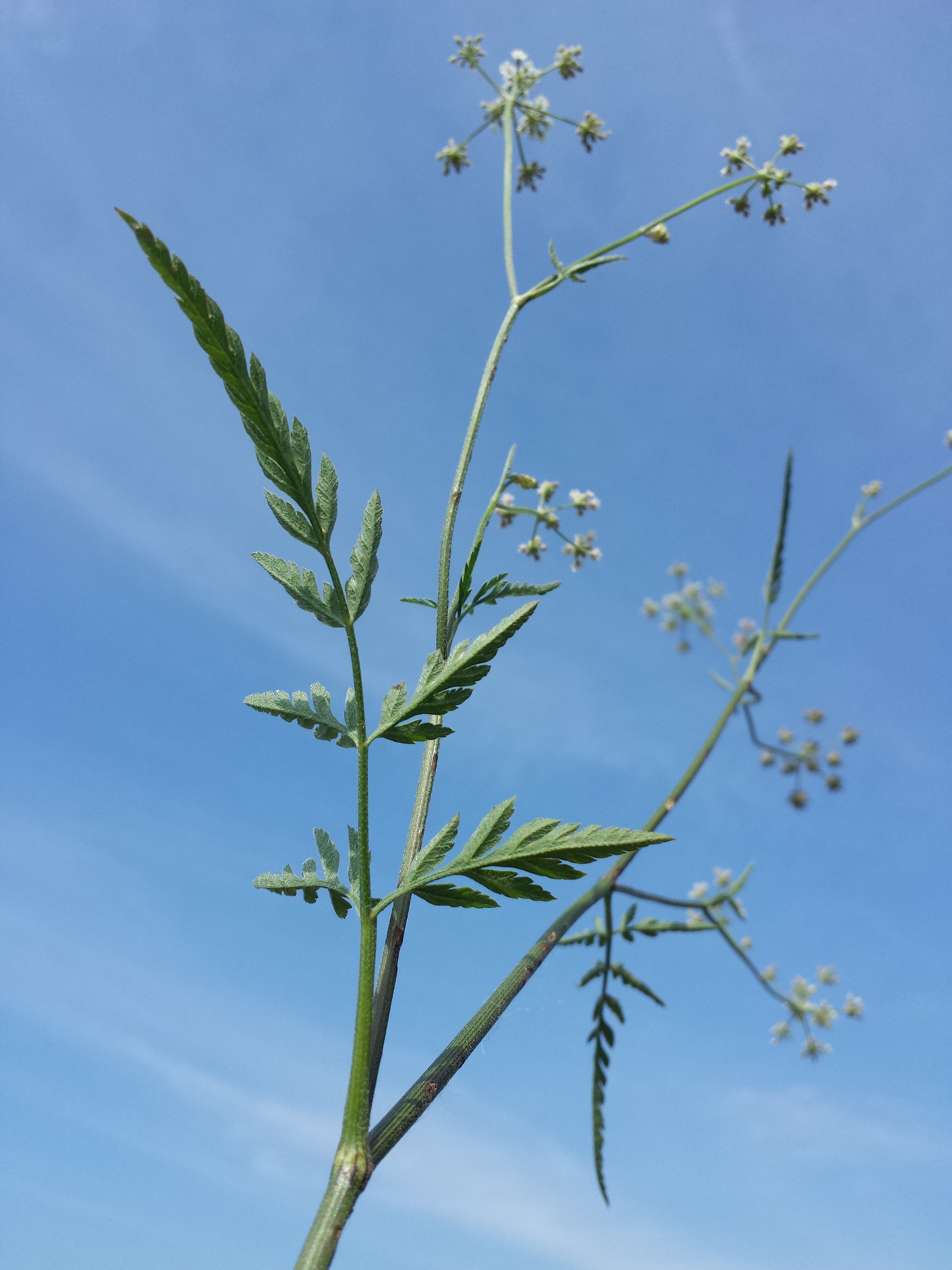
Pokrój i silnie wydłużony szczytowy odcinek liścia

PokrójRoślina zielna z wrzecionowatym, słabo rozgałęziającym się korzeniem i wzniesioną łodygą osiągającą wysokość 30–130 cm, rozgałęzioną, szorstko owłosioną i kreskowaną.
LiścieOgonkowe, z pochwami liściowymi wąskimi i słabo obłonionymi. Blaszki w zarysie jajowate, 2 i 3-krotnie pierzaste (górne słabo podzielone, najwyższe zwykle tylko trójdzielne). Odcinki ostatniego rzędu wydłużone lub jajowate, wcinano ząbkowane, tępawe, tylko odcinek szczytowy liścia silnie wydłużony i ostry.
KwiatyZebrane w baldaszkach, a te w liczbie 5–12 w baldachach złożonych, o ostrych szypułach. Baldach wspiera 4–6 listków pokryw, które są szydłowate, przylegle owłosione i błoniasto obrzeżone. U nasady baldaszków znajduje się wiele pokrywek, także szydłowatych i szczeciniasto owłosionych. Płatki koron są białe lub zaróżowione, od zewnątrz nieco zielonkawe. Brzeżne osiągają do 1 mm długości, wewnętrzne są nieco mniejsze. Mają kształt szeroko, odwrotnie jajowaty, na szczycie są wycięte, z łatką w wycięciu. U nasady dwóch szyjek słupka znajduje się krążek miodnikowy.
OwoceRozłupnie jajowate, osiągające do 3 mm długości i charakterystycznie pokryte szorstkimi kolcami.
Gatunki podobneRoślina bywa mylona z rosnącym w podobnych siedliskach świerząbkiem gajowym Chaerophyllum temulum, od którego różnią ją silnie wydłużone i zaostrzone szczytowe odcinki liści, owłosiona łodyga i kolczaste owoce.

## Biologia i ekologia
Roślina jednoroczna i dwuletnia; kwitnie od czerwca do sierpnia. Rośnie w widnych lasach i zaroślach, w ogrodach i na przydrożach. W klasyfikacji zbiorowisk roślinnych gatunek charakterystyczny dla Ass. Torilidetum japonicae.